# Теудіс
Теудіс Флавій або Теода (*Þiudeis; близько 470—548) — король вестготів у 531—548 роках. Перший король після династії Балтів.

## Життєпис

### Кар'єра
Про батьків немає відомостей. Був зброєносцем остготського короля Теодоріха I. Останній спрямував Теудіса на допомогу своєму онукові Амаларіху. Відзначився у війнах з франками та бургундами, захищаючи рештки володінь вестготів у Галлії. Став доволі наближеним до королівського двору.
У 520-х деякий час виконував обов'язки намісника Теодоріха I, що фактично об'єднав володіння вестготів та остготів. Після смерті Теодоріха I владу над вестготами перебрав Амаларіх, який призначив його намісником до Толедо. Тут Теудіс намагався зміцнити своє становще серед аристократії, оженившись на представниці впливового іспано-римського роду. На доходи від земель дружини він міг утримувати приватну армію у 2000 вояків. Доволі швидко Теудіс перебрав контроль над іспанськими володіннями. Тому в 531 році під час війни вестготів із франками не надав допомоги своєму королю Амаларіху, спричинивши поразку й загибель останнього.

### Король
Наприкінці 531 після вбивства Амаларіха і кількамісячного періоду міжцарів'я, Теудіса на зборах знаті оголошують новим королем. Спочатку він переніс столицю з Нарбонни до Барселони. Слідом за цим розпочав боротьбу з франками. У 532, 534 та 535 роках відбулися битви в області Родез, Лодев і Безьє. Втім, подробиці цих подій невідомі. Вважається, що військові дії не принесли рішучої переваги жодній зі сторін, але Теудіс у 535 році змушений був поступитися Лодевом.
Після цього почалася переорієнтація політики на південні області Піренеїв. Першим кроком Теудіса було підкорення напівнезалежної області Бетіки. Після цього розпочалася підготовка до захоплення Сеути в Африці. Водночас король намагався стерти відмінності між готським і романським населенням своєї держави. Він приєднав до свого імені імператорське ім'я Флавій. Тим самим король заявляв про свою приналежність до імператорського роду Флавіїв, з яким він встановив свою фіктивну спорідненість. Перший крок в цьому напрямку був зроблений і в законодавчій діяльності: Теудіс видав закон про судові витрати, однаковий як для римлян, так і для готів.
Ісидор Севільський стверджує, що Теудіс, будучи аріанином, не чинив перешкод ортодоксально-никейській церкві. Він дозволяв єпископам цієї церкви збиратися разом і обговорювати відкрито і вільно все, що стосується церковних порядків. Половина з усіх провінційних соборів ортодоксальної церкви припадає на правління Теудіса. Це були собори в Барселоні в 540 році, в Леріда і в Валенсії в 546 році.
У 533 році Теудіс вступив у перемовини з вандальським королем Гелімером, що зазнав поразки від візантійців й планував втекти з королівською скарбницею до вестготів. Втім поки йшли перемовини візантійці встигли захопити Карфаген і Теудіс вже не міг нічим допомогти. Після завоювання вандальскої держави візантійці зайняли опорні пункти на африканському узбережжі, серед них Сеуту, яку планував захопити Теудіс. При цьому візантійські загони захопили Балеарські острови, створивши загрозу королівству вестготів. У 533 році Теудіс вдалося відняти у візантійців Сеуту, але вже у 534 році вестготи втратили це місто.
У 540 році остготи, що воювали з візантійцями в Італії, оголосили королем Ільдебада, що був родичем Теудіса. Сподіваючись на це, остготи відправили до вестготського короля посольство, намагаючись втягнути того у війну з Візантією. Втім не було досягнуто успіху.
У 541 році між вестготами і франками спалахнула нова війна. Спочатку королі франків Хільдеберт I і Хлотарь I, скориставшись перебуванням Теудіс на півдні Іспанії, спустошили Тарраконську провінцію, взяли Памплону і рушили на Сарагосу, яку взяли в облогу, що тривала 49 днів, але без успіху. Після цього франки із здобиччю повернули назад. Вестготський герцог Теудігізел перекрив гірські проходи в Піренеях і розгромив військо франків. Але франки підкупили вестготського воєначальника, і він дав ворожим загонам прохід на період в одну добу. Теудісу вдалося наздогнати і знищити лише ар'єргард франків.
У 542 році «пахова хвороба» (можливо чума) спустошила майже всю Іспанію. Про епідемію в цьому році повідомляє Віктор Туннунський: «Настає загальна смертність на колі земель і більша частина населення гине, уражена паховою хворобою». Це підтверджує й Сарагоська хроніка.
У 547 році Теудіс, продовжуючи політику захисту південних кордонів, намагався відвоювати Сеуту, але зазнав поразки. В червні 548 року Теудіса було вбито в палаці в Севільї однією людиною, яка довгий час прикидалася божевільною, обманюючи короля. Майстерно зображуючи божевілля, він заколов володаря. Повалений пораненням, Теудіс, стікаючи кров'ю, змусив своїх прихильників дати клятву, що вбивцю не стратять, сказавши, що це справедлива відплата за вбивство його воєначальника.